# Coppa del Mondo juniores di slittino 1999
La Coppa del Mondo juniores di slittino 1998/99, sesta edizione della manifestazione organizzata dalla Federazione Internazionale Slittino, è iniziata il 28 novembre 1998 a Oberhof, in Germania, e si è conclusa il 7 febbraio 1999 ad Altenberg, sempre in Germania. Si sono disputate quindici gare: cinque nel singolo uomini, nel singolo donne e nel doppio in cinque differenti località.
L'appuntamento clou della stagione sono stati i campionati mondiali juniores 1999 disputatisi ad Igls, in Austria, competizione non valida ai fini della Coppa del Mondo.

## Risultati

### Singolo uomini
| Data                | Località             | Nazione  | Primo classificato  | Secondo classificato     | Terzo classificato           |
| ------------------- | -------------------- | -------- | ------------------- | ------------------------ | ---------------------------- |
| 28-29 novembre 1998 | Oberhof              | Germania | Chris Moffat Canada | Patrick Schürer Germania | David Möller Germania        |
| 6 dicembre 1998     | Schönau am Königssee | Germania | nd                  | nd                       | Chris Moffat Canada          |
| 13 dicembre 1998    | La Plagne            | Francia  | nd                  | Chris Moffat Canada      | Kyle Connelly Canada         |
| 9-10 gennaio 1999   | Calgary              | Canada   | Chris Moffat Canada | Kyle Connelly Canada     | Andrew McConnell Stati Uniti |
| 7 febbraio 1999     | Altenberg            | Germania | nd                  | Chris Moffat Canada      | nd                           |

### Singolo donne
| Data                | Località             | Nazione  | Primo classificato        | Secondo classificato    | Terzo classificato   |
| ------------------- | -------------------- | -------- | ------------------------- | ----------------------- | -------------------- |
| 28-29 novembre 1998 | Oberhof              | Germania | Mareen Baatzsch Germania  | Vroni Kurz Germania     | Anna Tielke Germania |
| 6 dicembre 1998     | Schönau am Königssee | Germania | nd                        | nd                      | nd                   |
| 13 dicembre 1998    | La Plagne            | Francia  | nd                        | nd                      | nd                   |
| 9-10 gennaio 1999   | Calgary              | Canada   | Becky Wilczak Stati Uniti | Veronika Halder Austria | Nicole Simon Canada  |
| 7 febbraio 1999     | Altenberg            | Germania | nd                        | nd                      | nd                   |

### Doppio
| Data                | Località             | Nazione  | Primo classificato                     | Secondo classificato                 | Terzo classificato                    |
| ------------------- | -------------------- | -------- | -------------------------------------- | ------------------------------------ | ------------------------------------- |
| 28-29 novembre 1998 | Oberhof              | Germania | Andreas Linger Wolfgang Linger Austria | Denis Bertz Patrick Günther Germania | Grant Albrecht Mike Moffat Canada     |
| 6 dicembre 1998     | Schönau am Königssee | Germania | nd                                     | nd                                   | Chris Moffat Eric Pothier Canada      |
| 13 dicembre 1998    | La Plagne            | Francia  | nd                                     | nd                                   | nd                                    |
| 9-10 gennaio 1999   | Calgary              | Canada   | Andreas Linger Wolfgang Linger Austria | Grant Albrecht Mike Moffat Canada    | Peter Motta Brian Wohlleb Stati Uniti |
| 7 febbraio 1999     | Altenberg            | Germania | nd                                     | nd                                   | Chris Moffat Eric Pothier Canada      |

## Classifiche

### Singolo uomini
| Pos. | Nome             | Nazione     | OBE | KÖN | LAP | CAL | ALT | Totale |
| ---- | ---------------- | ----------- | --- | --- | --- | --- | --- | ------ |
| 1    | Chris Moffat     | Canada      | 1   | 3   | 2   | 1   | 2   | nd     |
| 2    | Andrew McConnell | Stati Uniti | 4   | nd  | nd  | 3   | nd  | nd     |
| 3    | Kyle Connelly    | Canada      | 8   | nd  | 3   | 2   | 6   | nd     |

### Singolo donne
| Pos. | Nome            | Nazione     | OBE | KÖN | LAP | CAL | ALT | Totale |
| ---- | --------------- | ----------- | --- | --- | --- | --- | --- | ------ |
| 1    | Veronika Halder | Austria     | 4   | nd  | nd  | 2   | nd  | nd     |
| 2    | Becky Wilczak   | Stati Uniti | 5   | nd  | nd  | 1   | nd  | nd     |
| 3    | Anna Tielke     | Germania    | 3   | nd  | nd  | nd  | nd  | nd     |
| ...  | ...             | ...         | ... | ... | ... | ... | ... | ...    |
| 5    | Nicole Simon    | Canada      | 10  | 5   | nd  | 3   | nd  | nd     |

### Doppio
| Pos. | Nome                           | Nazione | OBE | KÖN | LAP | CAL | ALT | Totale |
| ---- | ------------------------------ | ------- | --- | --- | --- | --- | --- | ------ |
| 1    | Andreas Linger Wolfgang Linger | Austria | 1   | nd  | nd  | 1   | nd  | nd     |
| 2    | Chris Moffat Eric Pothier      | Canada  | 5   | 3   | nd  | 5   | nd  | nd     |
| 3    | Grant Albrecht Mike Moffat     | Canada  | 3   | 6   | nd  | 2   | nd  | nd     |